# Sulayman Pascià (generale ottomano)
Husnu Sulayman Pascià (turco moderno: Süleyman Hüsnü Paşa; Istanbul, 1838 – Baghdad, 8 agosto 1892) è stato un generale ottomano.

## Biografia
Husnu Sulayman Pascià nacque a Istanbul, suo padre era un commerciante di caramelle. Sulayman studiò alla scuola militare, presso la quale si diplomò nel 1859, divenendo così ufficiale, servì a Yenipazar, Erzegovina e Scutari. Nel 1867 divenne maggiore, poi servì a Creta, dove era scoppiata una rivolta greca (1866-1869), Sulayman Pascià si distinse nella repressione, per questo fu promosso due volte consecutive nel 1872 e nel 1873 fino a divenire mirliva. In seguito fu messo a dirigere delle scuole militari. Il 30 maggio 1876 Sulayman Pascià giocò un ruolo importante nel colpo di stato contro il sultano Abdul Aziz (1861-1876), che portò alla salita al trono di Murad V (1876), questi per riconoscenza lo nominò generale di divisione.
Sulayman Pascià fu il comandante in capo delle operazioni militari ottomane nella penisola balcanica durante la guerra russo-turca (1877-1878). A lui fu attribuita la colpa della sconfitta ottomana, per questo fu processato da un tribunale militare e condannato poi all'esilio a Baghdad, dove morì l'8 agosto 1892.